# Walter A. Rosenblith
Walter Alter Rosenblith (geboren 21. September 1913 in Wien, Österreich-Ungarn; gestorben 1. Mai 2002 in Miami Beach) war österreichisch-amerikanischer Biophysiker.

## Leben
Walter A. Rosenblith war ein Sohn des David A. Rosenblith und der Gabriele Roth. Er ging 1931 oder 1932 zum Studium nach Frankreich. Er machte 1936 eine Prüfung zum Diplomingenieur für Radiotelegrafie an der Universität Bordeaux, 1937 eine Ingenieursprüfung an der École supérieure d’électricité und arbeitete in Frankreich als Ingenieur. Er floh 1939 in die USA und arbeitete als Forschungsassistent an der New York University und war Fellow an der University of California Los Angeles. Von 1940 bis 1943 war er Assistant Professor und  Associate Professor an der South Dakota School of Mines and Technology und ging dann an die Harvard University, wo er als Fellow und Dozent lehrte. Er heiratete 1941 Judy Olcott Frances, sie hatten zwei Kinder. 1946 erhielt er die US-amerikanische Staatsbürgerschaft.
Rosenblith wurde 1951 Associate Professor am Massachusetts Institute of Technology (MIT) und 1957 Professor. Er arbeitete für verschiedene Forschungsorganisationen und war führendes Mitglied des National Research Council der National Academy of Sciences, Mitglied des President's Science Advisory Committee, er wirkte in der American Medical Association. Er war Mitglied in der International Brain Research Organization und der International Union for Pure and Applied Biophysics. 
Rosenblith wurde in die American Academy of Arts and Sciences aufgenommen. Er erhielt 1976 die Ehrendoktorwürde der Universidade Federal do Rio de Janeiro und der University of Pennsylvania, 1980 die der South Dakota School of Mines, 1988 der Brandeis University und 1992 der University of Miami. Er war Ritter der Ehrenlegion.

## Schriften (Auswahl)
- Georg von Békésy; Walter A. Rosenblith: The early history of hearing—observations and theories. J. Acoust. Soc. Am. 1948, S. 727–748
- Georg von Békésy; Walter A. Rosenblith: The Mechanical Properties of the Ear In: S. S. Stevens (Hrsg.): Handbook of Experimental Psychology (1951) S. 1075–115
- Sensory performance of organisms. Rev. Mod. Phys. 31, 1959, S. 485–491
- Some quantifiable aspects of the electrical activity of the nervous system (with emphasis upon responses to sensory stimuli). Reviews of Modern Physics, 31(2), 1959, S. 532
- Sensory Communication: Contributions to the Symposium on Principles of Sensory Communication, July 19 - August 1, 1959. Endicott House, M.I.T. 1961
- Marshall, L. H., Rosenblith, W. A., Gloor, P., Krauthamer, G., Blakemore, C., & Cozzens, S. (1996): Early history of IBRO: the birth of organized neuroscience. Neuroscience, 72(1), S. 283–306